# Người có hoàn cảnh khó khăn
Cụm từ "người có hoàn cảnh khó khăn" là một thuật ngữ mang tính tổng quát để chỉ đến các cá nhân hoặc nhóm người:
- Đang phải đối mặt với các vấn đề đặc biệt như khuyết tật thể chất hoặc thiểu năng trí tuệ[1][2]
- Thiếu thốn về tài chính hoặc về mặt hỗ trợ kinh tế[3]

## Các khía cạnh khó khăn
- Trẻ em có hoàn cảnh khó khăn
  - Trẻ em khuyết tật
- Học sinh có hoàn cảnh khó khăn
- Người nghèo/Hộ nghèo
- Người có hoàn cảnh đặc biệt khó khăn, nghèo đói cùng cực
- Người dân ở vùng sâu vùng xa, biên giới, hải đảo
- Người khuyết tật
- Nhóm người đứng bên lề xã hội
  - Người già neo đơn, không nơi nương tựa
- Nhóm người dễ bị tổn thương trong xã hội
  - Người dân vùng bị thiệt hại do thiên tai, lũ lụt, hạn hán